# چیهارو کاتو
چیهارو کاتو (加藤 智陽 Kato Chiharu, زادهٔ ۱۱ آوریل ۱۹۹۶) بازیکن فوتبال اهل ژاپن است که اکنون به‌عنوان مدافع چپ برای باشگاه جوبیلو ایواتا بازی می‌کند.

## حرفه باشگاهی
کاتو نخستین بازی حرفه‌ای خود را با باشگاه جوبیلو ایواتا در جام امپراتور انجام داد و در آن بازی به پیروزی ۲–۰ مقابل اوئیتا ترینیتا دست یافت.

## آمار حرفه‌ای

### باشگاهی
تا تاریخ ۲۷ اکتبر ۲۰۲۱
| باشگاه        | فصل   | لیگ                | لیگ    | لیگ | جام حذفی | جام حذفی | جام لیگ | جام لیگ | سایر   | سایر | مجموع  | مجموع |
| باشگاه        | فصل   | بخش                | بازی‌ها | گل  | بازی‌ها   | گل       | بازی‌ها  | گل      | بازی‌ها | گل   | بازی‌ها | گل    |
| ------------- | ----- | ------------------ | ------ | --- | -------- | -------- | ------- | ------- | ------ | ---- | ------ | ----- |
| روشدیل روورز  | ۲۰۱۹  | لیگ برتر کوئینزلند | ۵      | ۱   | ۰        | ۰        | –       | –       | ۰      | ۰    | ۵      | ۱     |
| کاجانی        | ۲۰۲۰  | لیگ دسته یک فنلاند | ۱۲     | ۱   | ۰        | ۰        | –       | –       | ۰      | ۰    | ۱۲     | ۱     |
| جوبیلو ایواتا | ۲۰۲۱  | جی‌لیگ ۲            | ۰      | ۰   | ۱        | ۰        | ۰       | ۰       | ۰      | ۰    | ۱      | ۰     |
| مجموع         | مجموع | مجموع              | ۱۷     | ۲   | ۱        | ۰        | ۰       | ۰       | ۰      | ۰    | ۱۸     | ۲     |

یادداشت
1. ↑  حضورها در جام امپراتور